# Андалузький кінь
Андалузький кінь (ісп. Pura Raza Espanola) — іспанська порода бойових коней. Найзнаменитіша з кінських порід Іспанії, користувалася всесвітньою славою в XVI—XVIII століттях. Близький родич лузітанського коня, з яким до 1966 року вважався однією породою.

## Характеристики породи

### Проміри
Андалузький кінь не дуже високий(зазвичай 155—160 см в холці), компактної статури, округлих форм, з добре розвиненою мускулаторою шиї та спини. У нього шляхетна середньої величини злегка або типово горбоноса голова, дуже високо поставлена вигнута шия з розвиненим гребенем, широкі груди, округлі ребра. Спина пряма, круп округлий, приспущений, хвіст приставлений досить низько.

### Масть
Масть більшості андалузьких коней сіра або гніда, набагато менше вороних, рудих, буланих і солових, які зустрічаються дуже рідко, але визнаються як дозволені реєстром для породи.

Коні андалузької породи різних мастей
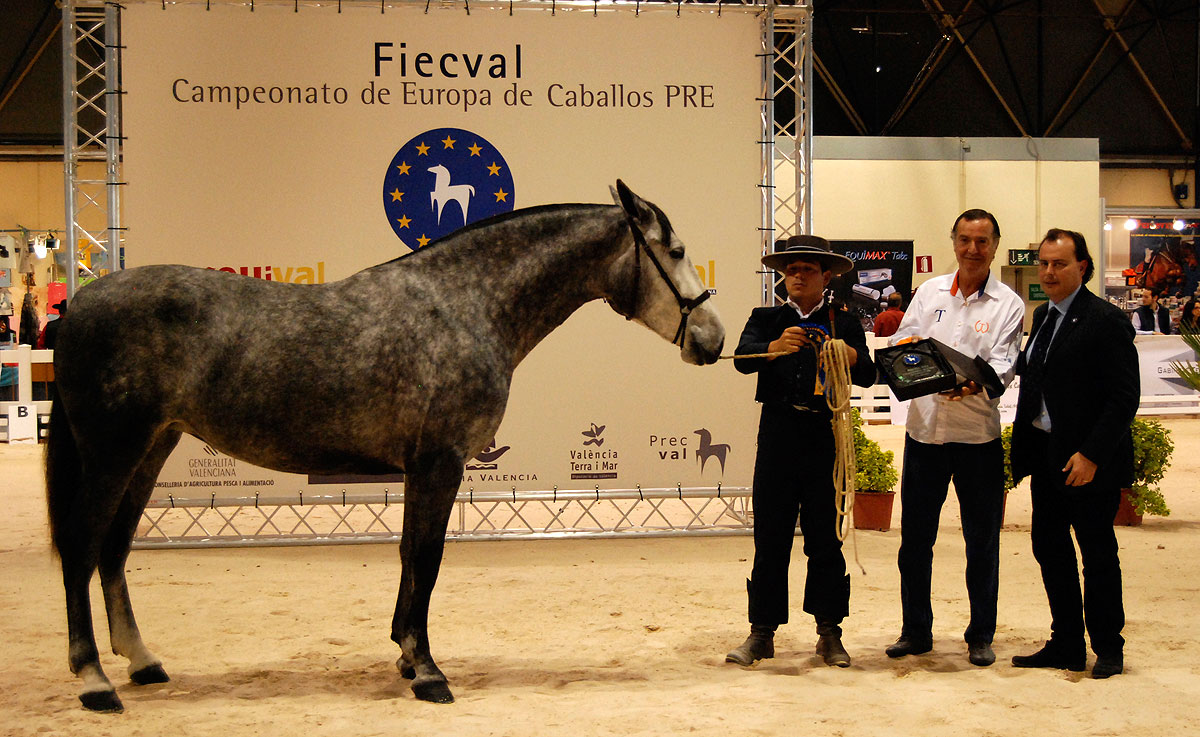
Сірої масті
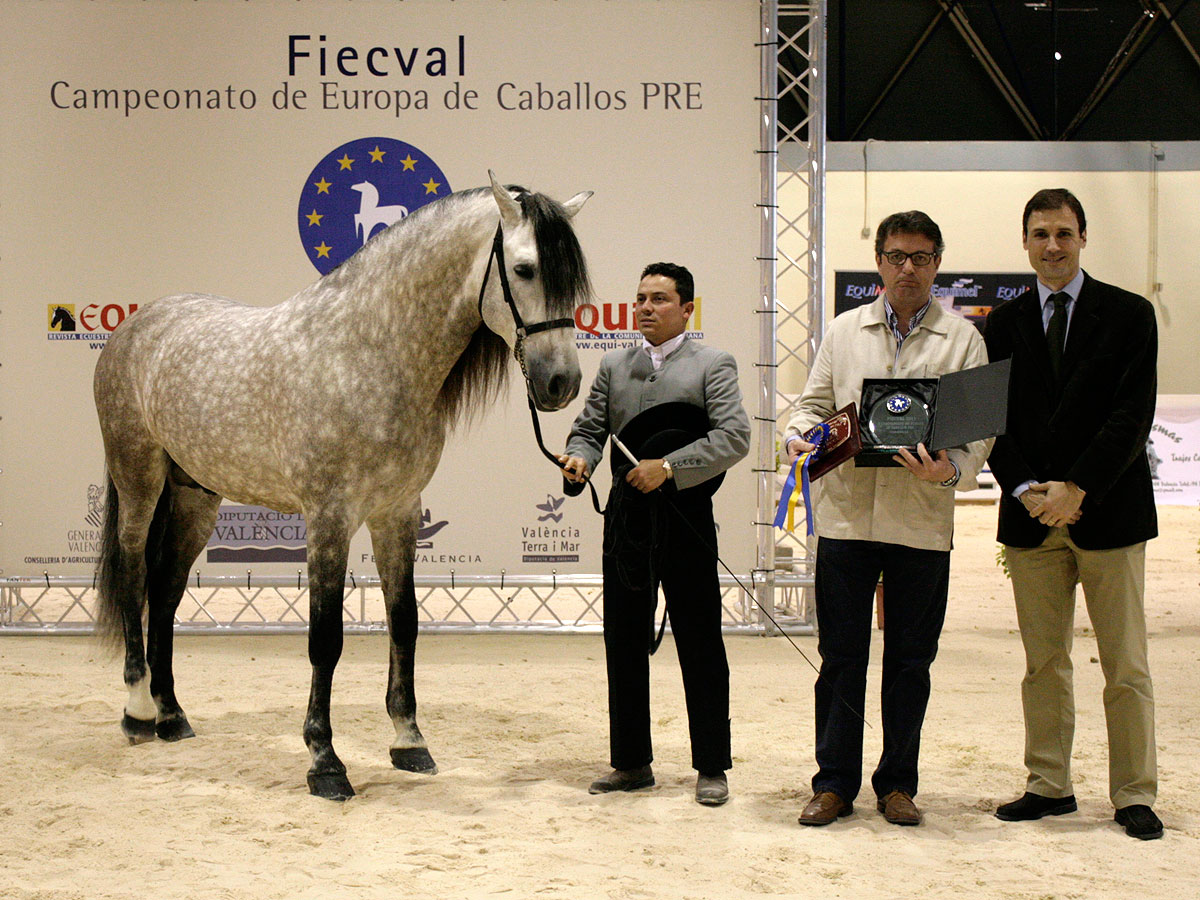
Сірої масті
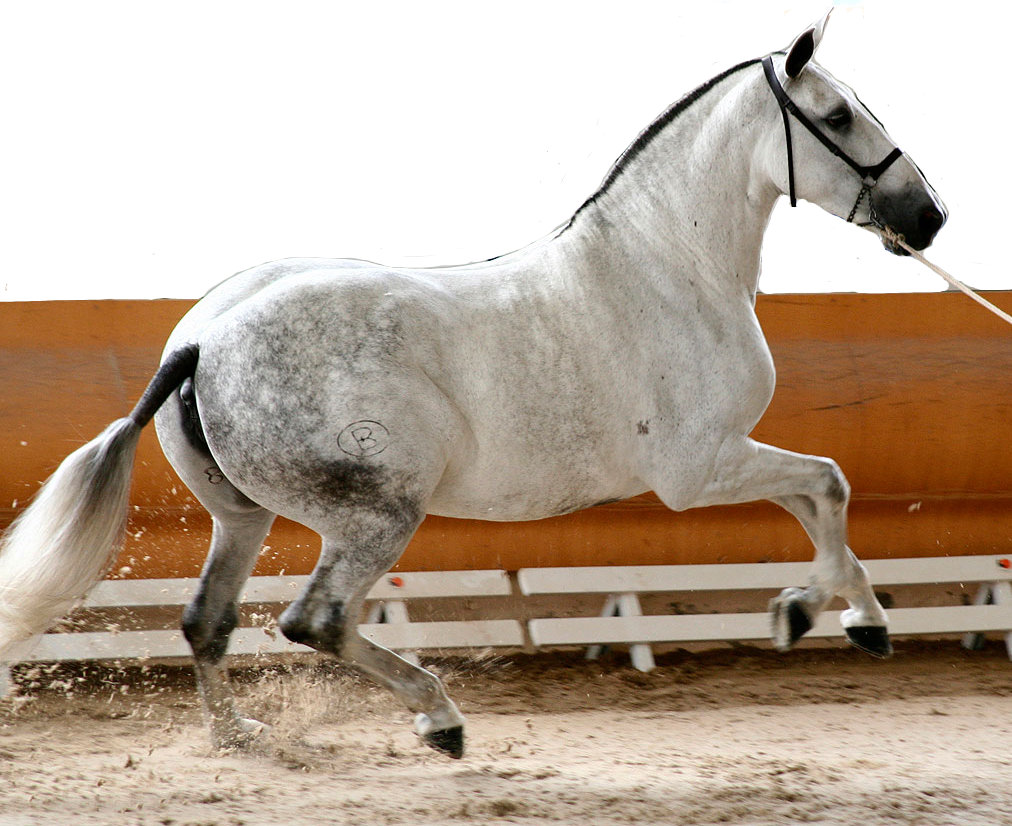
Сірої масті
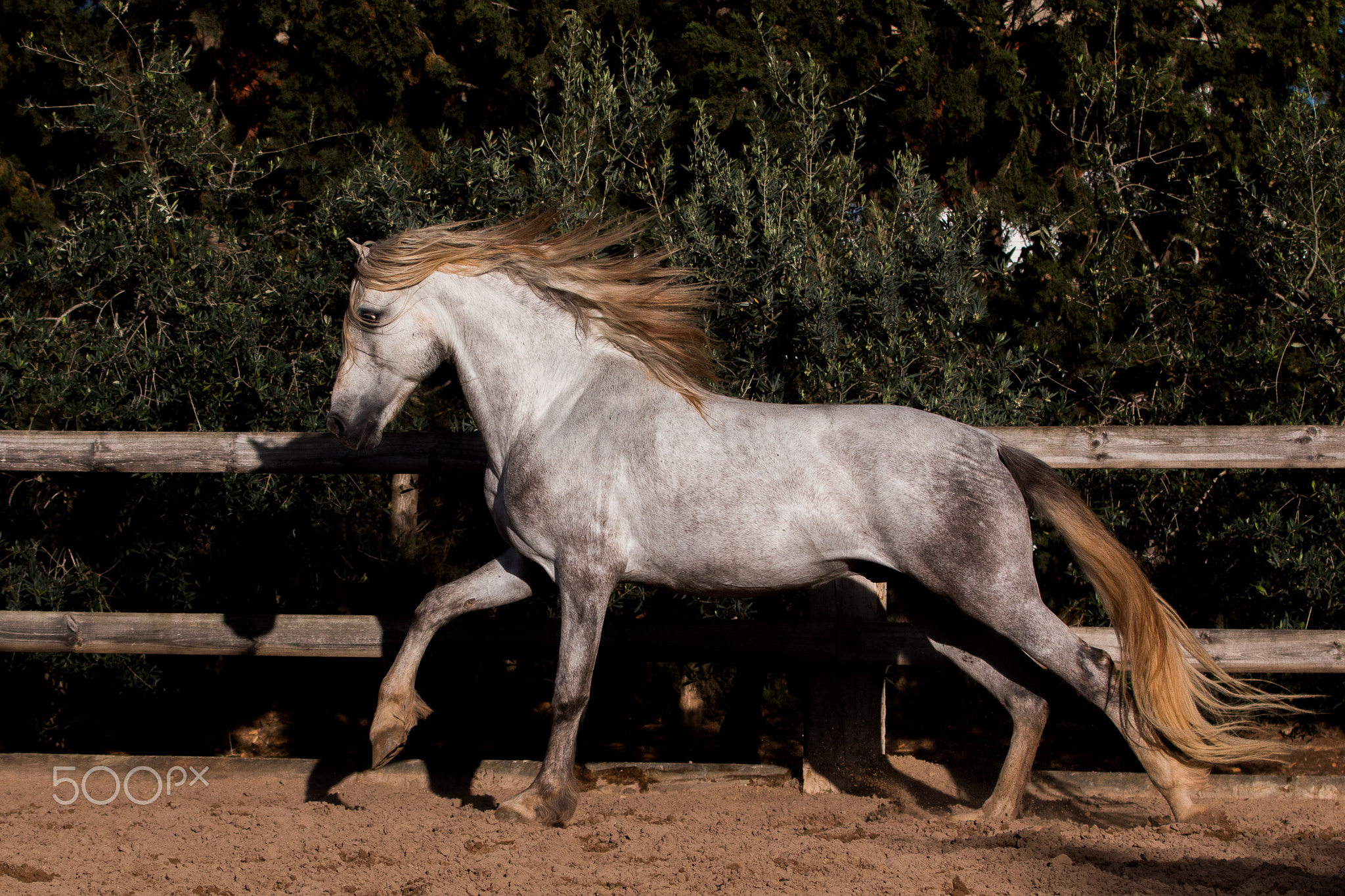
Сірої масті
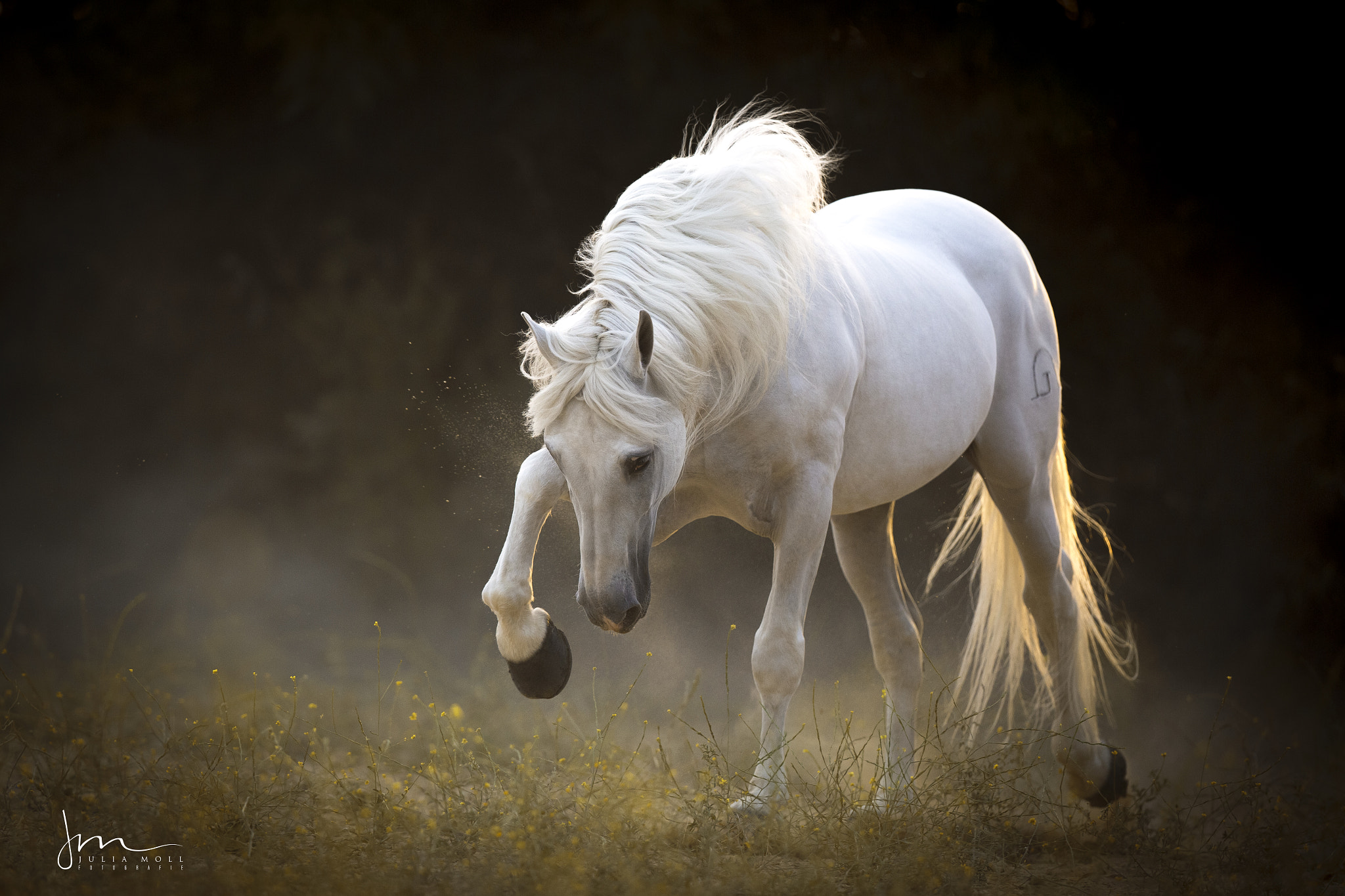
Сірої масті
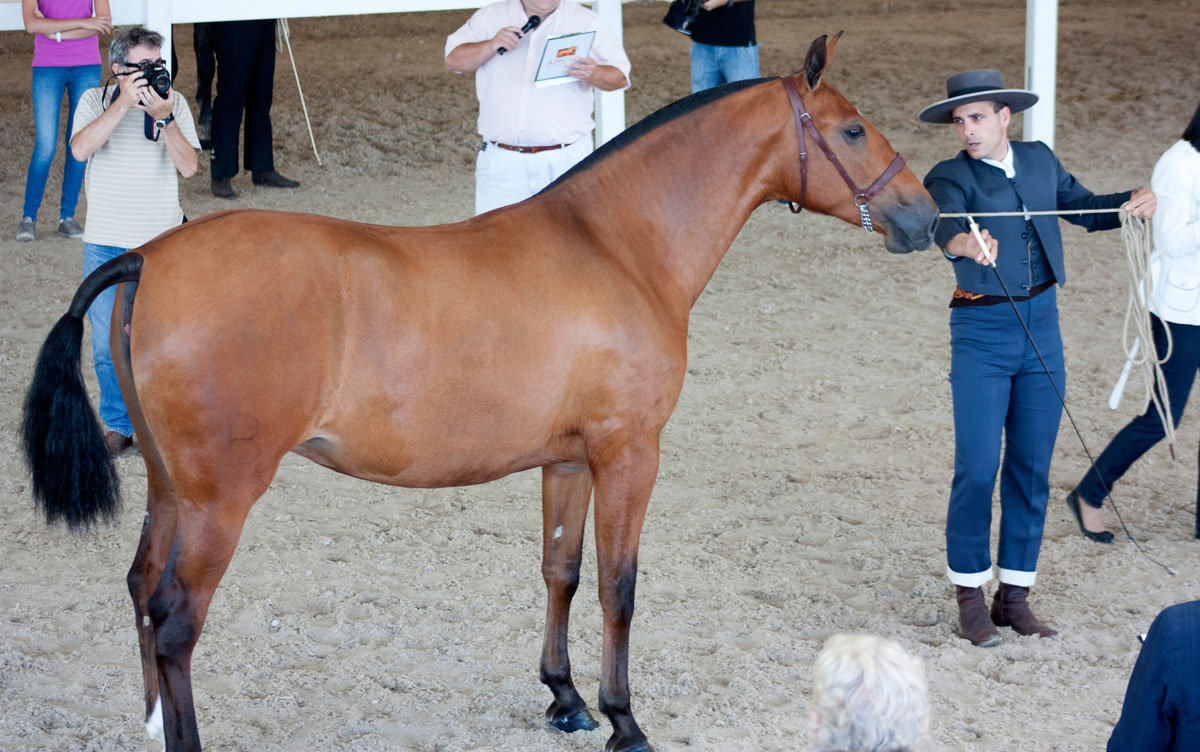
Гнідої масті
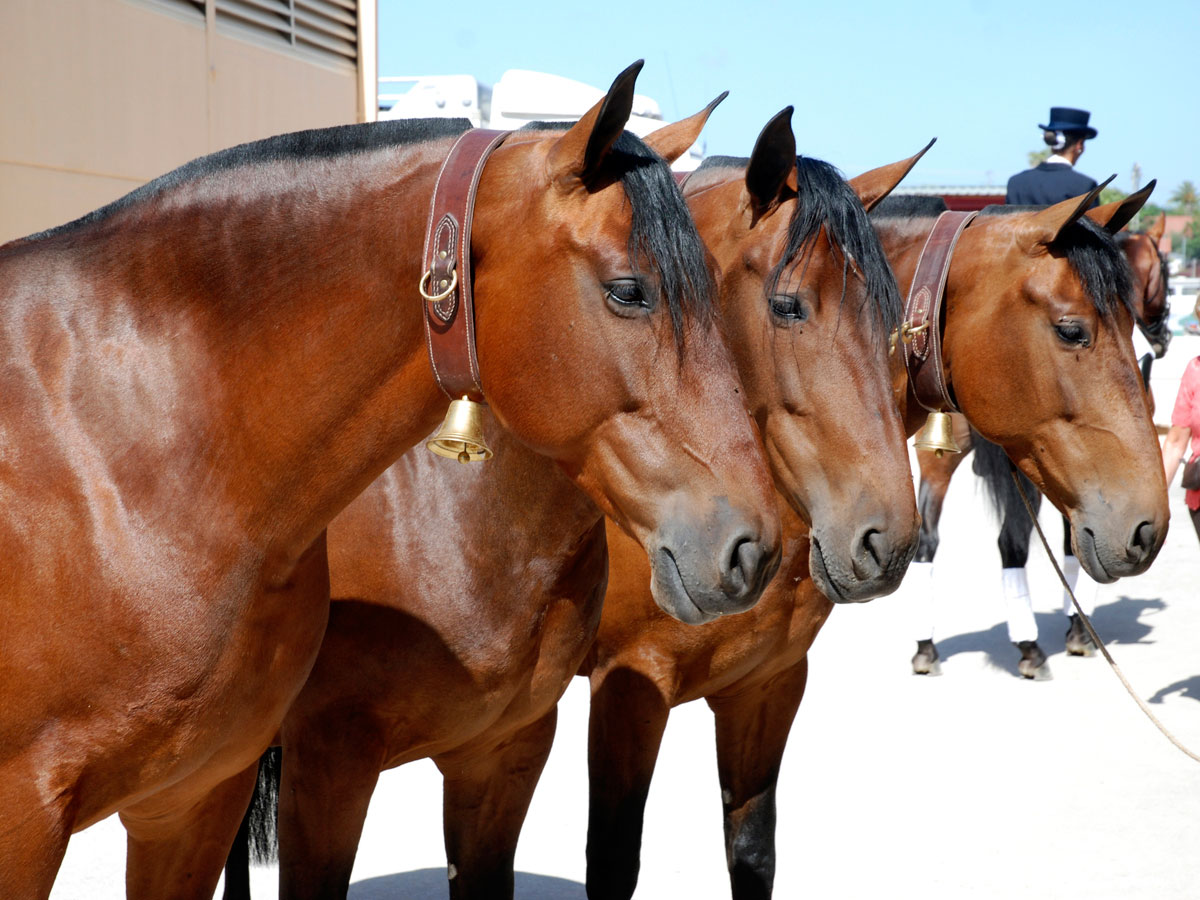
Гнідої масті
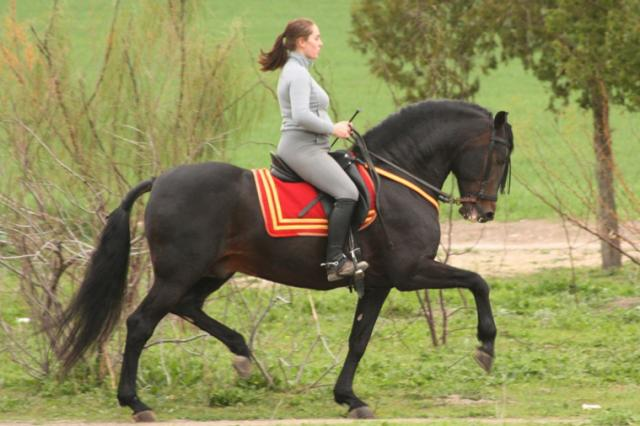
Гнідої масті
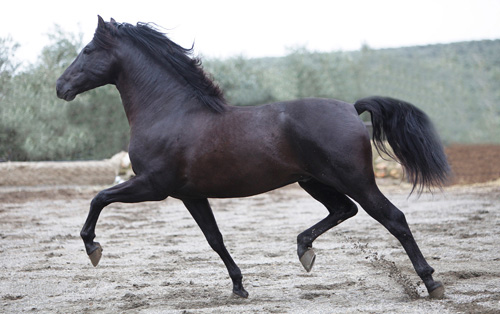
Вороної масті
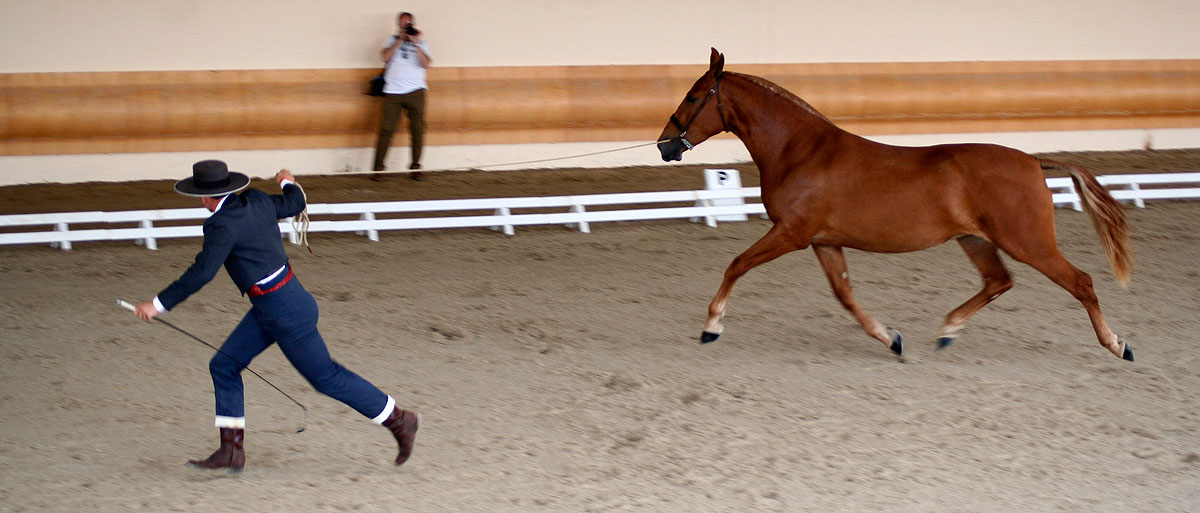
Рудої масті
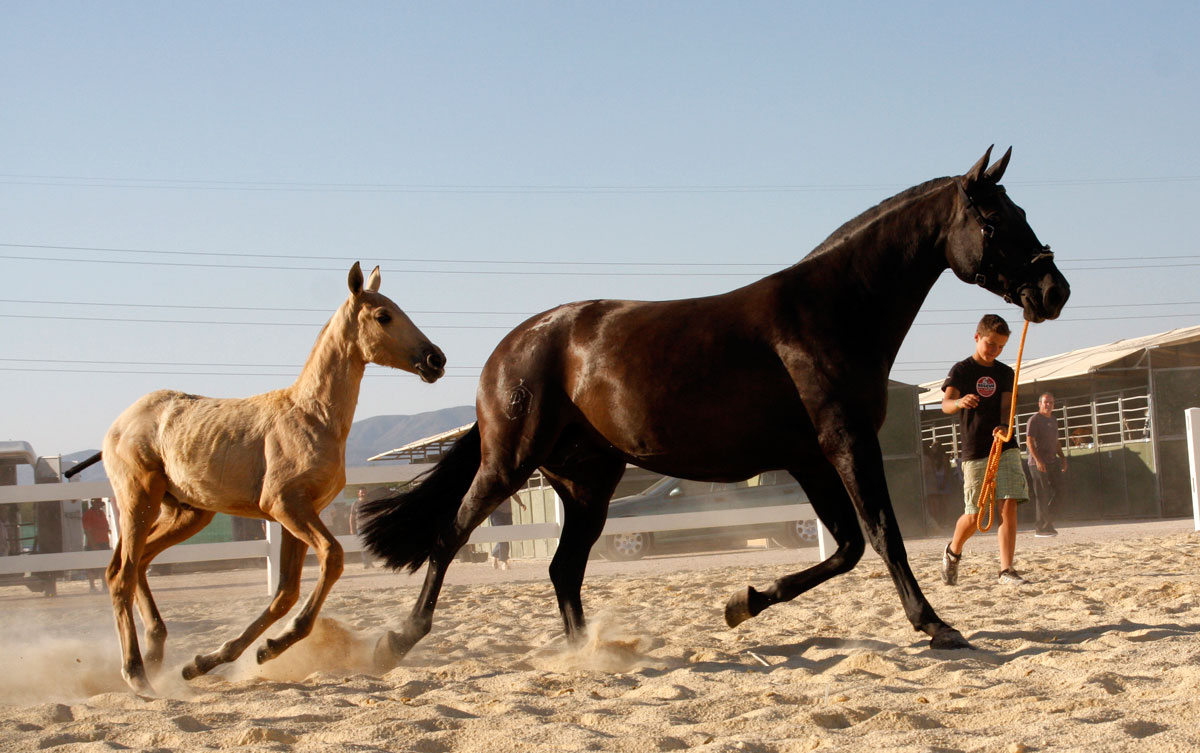
Буланої і вороної масті

### Особливості
Андалузьких коней вважають однією з найгарніших порід світу. Андалузькі коні відрізняються природним високим ходом. Характерна особливість породи — пишні й довгі грива і хвіст, що спадають з яскраво виражених обмускулених шиї та сідниць коня.

Алюри андалузьких коней
Піаф
Парадна ступа
Пасаж
Рись
Галоп

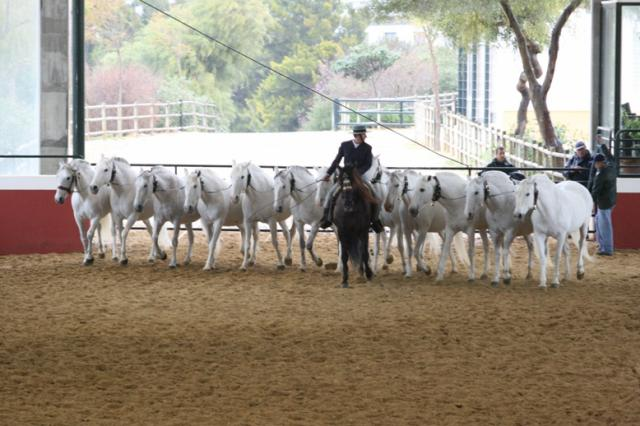
Так звана кобра андалузців - група кобил на чолі з одним єдиним вершником

Під сильним впливом Андалузької породи в період її розквіту сформувалася ціла низка порід іспанського типу, яких в наші дні стали іменувати «породами бароко»: це нині вже неіснуюча неаполітанська, фредеріксборзька з Данії (збереглася в невеликому числі до наших днів, але сильно змінилася через численні схрещування), ліпіцанер (знамениті на весь світ коні Віденської школи), кладрубер, барокпінто. Коням фризької породи андалузька кров надала високий постав шиї й особливу величність. Несе в собі певний шарм порід бароко і фризький, і орловський рисистий кінь, хоча обидві породи належать до іншого типу й іншої доби. 
Практично всі породи Латинської Америки несуть в собі ту чи іншу частку андалузької крові (і ту чи іншу частку крові інших, менш родовитих порід Іспанії та Португалії). У Північній Америці сильніше простежується вплив інших європейських порід, але і там андалузькі коні залишили свої гени. Іспанські пращури були й у таких порід Північної Америки, як квотерхорс, аппалуза, індіанські поні, мустанг, ацтекський, камарільйо.

## Історія

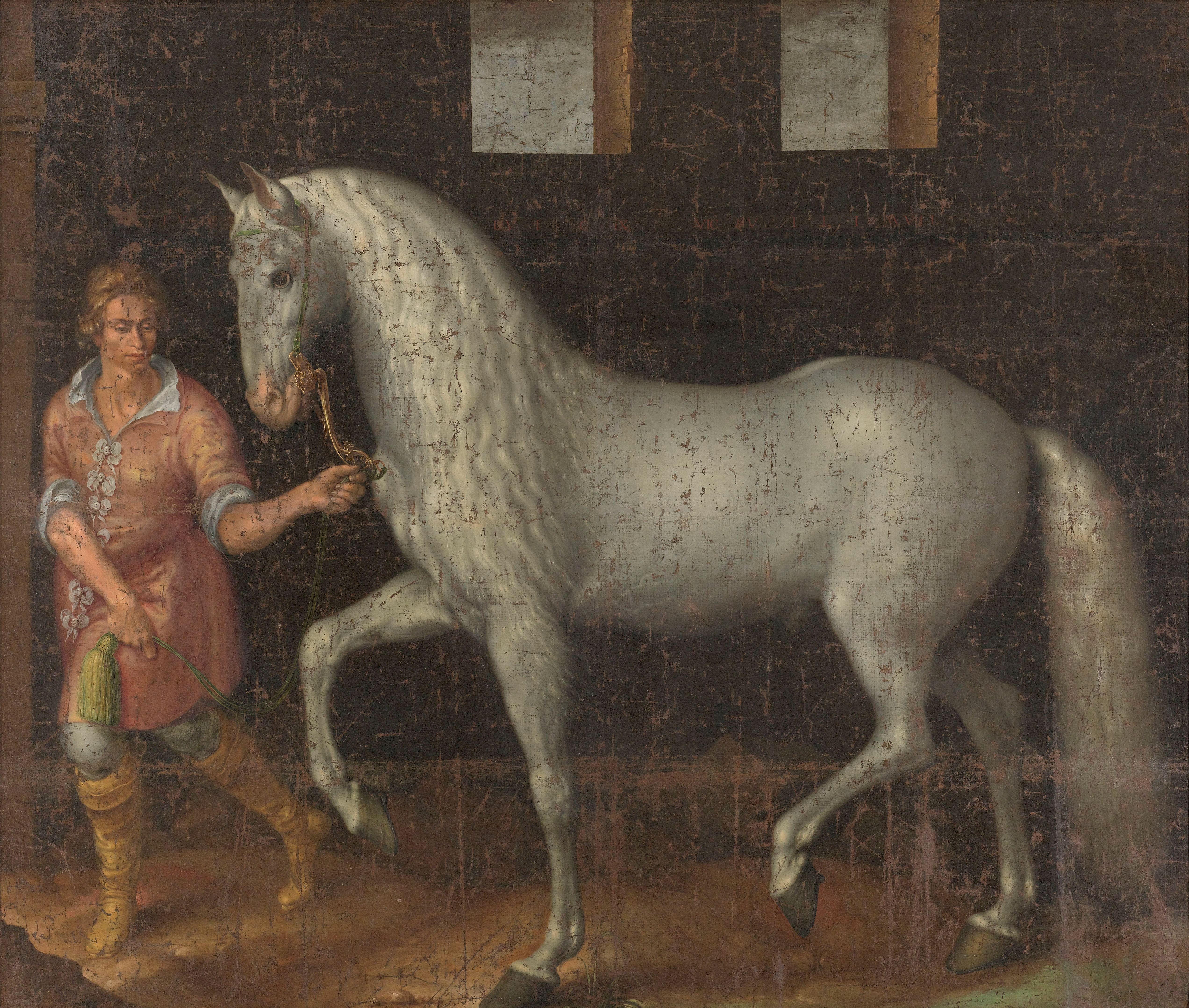
Іспанський бойовий жеребець 17 ст.

Андалузькі коні стояли в стайнях практично всіх європейських монархів і багатьох вельмож. Коней цієї породи вважали найкращими «для параду і для війни», фактично в ті часи значення цієї породи для світового конярства можна було порівняти зі значенням чистокровної верхової породи в більш пізні епохи. Андалузький кінь ідеально підходить для вищої школи верхової їзди, саме ця сфера стала основним «фахом» породи, в якому вона удосконалювалася протягом століть. Спочатку виїздка мала тісні зв'язки з бойовим мистецтвом, тактикою ведення кінного бою-поєдинку, де довіра засобу керування, верткість, спритність коня, а можливо, і володіння деякими бойовими елементами надавало перевагу вершнику. Пізніше вища школа верхової їзди поступово відійшла на задній план через меншу потребу та застарілість бойових методів, тим не менш, цей вид кінного мистецтва досі посідає велике значення у вихованні та покращенні фізичних навичок коня та вершника.
Офіційна іспанська назва породи — Pura Raza Espanola, скорочено P.R.E. Для іспанців P.R.E. — це племінний представник породи, про яку тут йдеться, а андалузький — в принципі будь-який кінь з Андалузії. Почасти використання цієї назви — це прагнення надати значимості породі. Однак у багатьох країнах за межами Іспанії історично коней цієї породи називають «андалузькими».
На початку XIX століття через низку причин (наполеонівські війни, зміна тактики дії кавалерії, поширення іподромів) андалузького коня витіснили зі своїх позицій чистокровною верховою породою, яка очолює список порід-поліпшувачів і до сьогодні. 
Впродовж тривалого часу конярство Іспанії перебувало в занепаді, однак у другій половині XX століття до неї знову виник інтерес, як і до інших «порід бароко». Сьогодні андалузька порода — одна з найпопулярніших «аматорських» порід у Західній Європі. Водночас іспанські вершники виступають на андалузцях у кінному спорті, успішно конкуруючи з сьогоднішніми лідерами спортивної виїздки — німецькими напівкровними кіньми, оскільки саме іспанські коні започаткували і зберегли мистецтво гарцювання і танцю, спочатку як виключно бойового мистецтва, а згодом і для естетичного споглядання.